# Hoffman (Oklahoma)
Hoffman es un pueblo ubicado en el condado de Okmulgee en el estado estadounidense de Oklahoma. En el año 2010 tenía una población de 127 habitantes y una densidad poblacional de 181,43 personas por km².

## Geografía
Hoffman se encuentra ubicado en las coordenadas 35°29′18″N 95°50′41″O / 35.48833, -95.84472 (35.488374, -95.844721).

## Demografía
Según la Oficina del Censo en 2000 los ingresos medios por hogar en la localidad eran de $21,607 y los ingresos medios por familia eran $25,625. Los hombres tenían unos ingresos medios de $17,083 frente a los $20,250 para las mujeres. La renta per cápita para la localidad era de $9,227. Alrededor del 36.8% de la población estaban por debajo del umbral de pobreza.